# Juan Álvarez Mendizábal

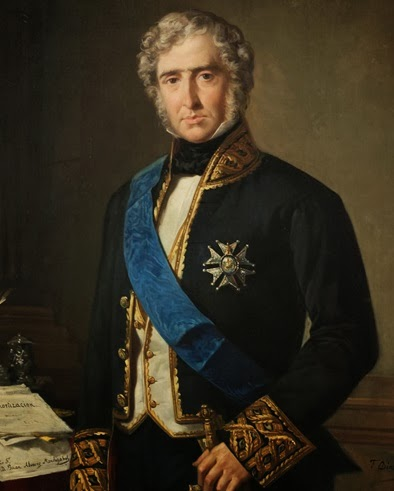
Juan Álvarez Mendizábal.

Juan de Dios Álvarez Mendizábal, geboren als Juan de Dios Álvarez Méndez (Cádiz, 25 februari 1790 - Madrid, 3 november 1853) was een Spaans politicus en eerste minister.

## Levensloop

### Spaanse Onafhankelijkheidsoorlog en de revolutie van 1820
Hij studeerde moderne talen en volgde vervolgens een handelsopleiding. Tijdens de Spaanse Onafhankelijkheidsoorlog begon hij een militaire dienst en op 21 februari 1812 huwde hij met Teresa Alfaro. Hetzelfde jaar nog veranderde hij zijn tweede achternaam in Mendizábal, een naam die hij sinds 1811 gebruikte. Vanaf 1819 stond hij ook in contact met revolutionaire liberalen in Andalusië.
Na de liberale revolutie van 1820 werd hij belast met de uitrusting van de troepen van koning Ferdinand VII en werd in deze functie ondersteund door Rafael del Riego. Toen in 1823 Franse troepen binnenvielen om de absolute macht van Ferdinand VII te herstellen, vluchtte hij naar Gibraltar. Nadat hij in Spanje ter dood veroordeeld werd, emigreerde hij naar Londen en beheerde van daaruit zijn bedrijf dat Spaanse wijn verhandelde en die hem in 1828 en 1830 naar Frankrijk voerden. Vervolgens nam hij samen met verschillende liberalen deel aan de financiering van de Portugese Burgeroorlog en ook aan de financiering van een troepencontingent bij de Belgische Revolutie.

### Eerste minister en ballingschap
Na de dood van Ferdinand VII keerde hij terug naar Spanje en op 15 juli 1835 werd hij in de regering van José María Queipo de Llano opgenomen als minister van Financiën. Van 30 juni 1834 tot 1 februari 1841 was hij tevens parlementslid. 
Toen op 25 september 1835 Miguel Ricardo de Álava y Esquivel ontslag nam als eerste minister, werd Mendizábal zijn opvolger als eerste minister. Op 15 mei 1836 nam hij ontslag als eerste minister en van mei tot juli 1843 was hij opnieuw minister van Financiën. Toen de gematigden in 1843 aan de macht kwamen in Spanje, vluchtte hij echter naar Frankrijk en verbleef daar tot in 1847 en was vanaf dan tot aan zijn dood lid van de Cortes.
- Biblioteca Nacional de España: XX1306398
- Bibliothèque nationale de France: cb16574250c (data)
- Gemeinsame Normdatei: 119210894
- International Standard Name Identifier: 0000 0000 7326 9378
- Library of Congress Control Number: n81120279
- Nationale Bibliotheek van Israël: 987007435347905171
- Système universitaire de documentation: 067286569
- Virtual International Authority File: 72199083
- WorldCat: E39PBJtrVwFJ6mj4hJmwBK9v73